# Lithops fulviceps
Lithops fulviceps es una especie de planta suculenta perteneciente a la familia  Aizoaceae. Es endémica de la provincia de Karas, en el sur de Namibia y de la Provincia Septentrional del Cabo, en el oeste de Sudáfrica. Su hábitat natural son los desiertos rocosos y fríos. Está tratada en peligro de extinción por pérdida de hábitat.[cita requerida]

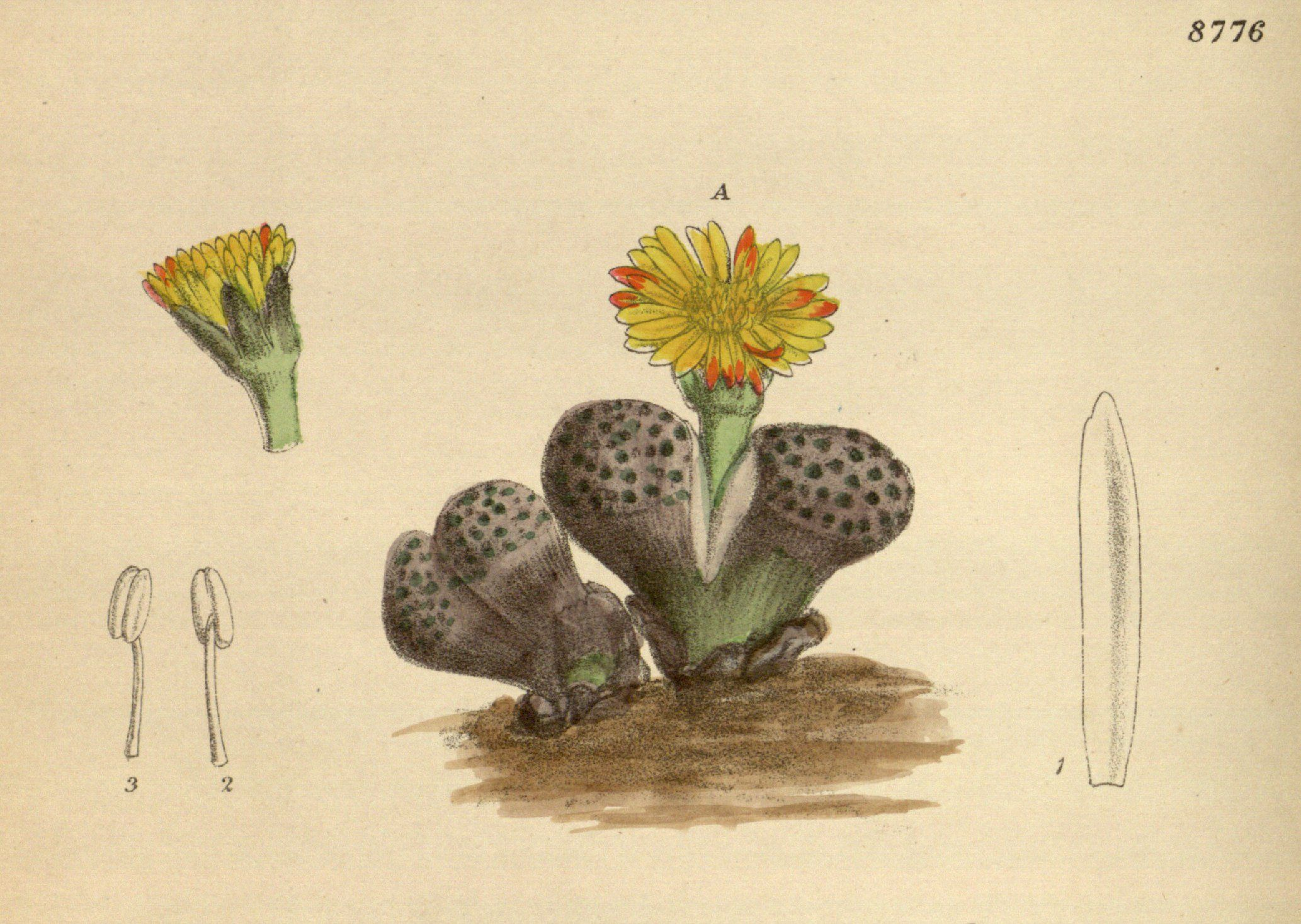
Ilustración

## Descripción
Se caracterizan por tener en la superficie unos puntitos oscuros característicos de esta especie, así como por tener flores amarillas, salvo la forma "áurea" que tiene flores blancas.

## Taxonomía
Lithops fulviceps fue descrita por  N.E.Br., y publicado en The Gardeners' Chronicle, ser. 3 71: 55. 1922.
Etimología
Lithops: nombre genérico que deriva de las palabras griegas: "lithos" (piedra) y "ops" (forma).
fulviceps: epíteto latino
Sinonimia
- Mesembryanthemum fulviceps N.E.Br. (1914)
- Lithops fulviceps var. lactinea D.T.Cole (1973)
- Lithops lydiae H.Jacobsen (1933)[3]